# بخش چارایدو
بخش چارایدو (به انگلیسی: Charaideo district) یک منطقهٔ مسکونی در هند است که در Upper Assam واقع شده‌است. بخش چارایدو ۱٬۰۶۹ کیلومتر مربع مساحت و ۴۷۱٬۴۱۸ نفر جمعیت دارد.